# Siemens Desiro

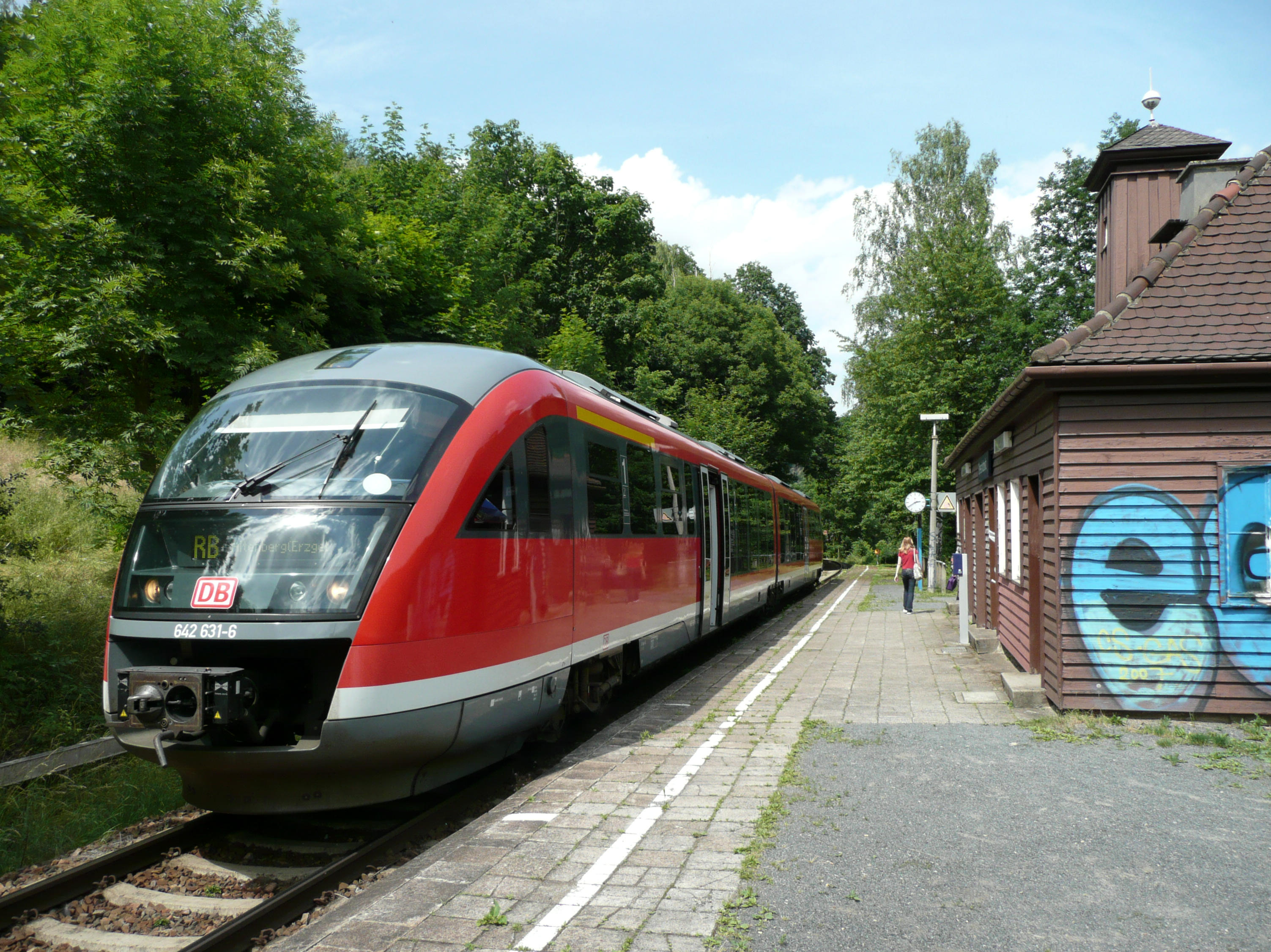
Siemens Desiro de la empresa Deutsche Bahn, línea Heidenau– Altenberg, Alemania

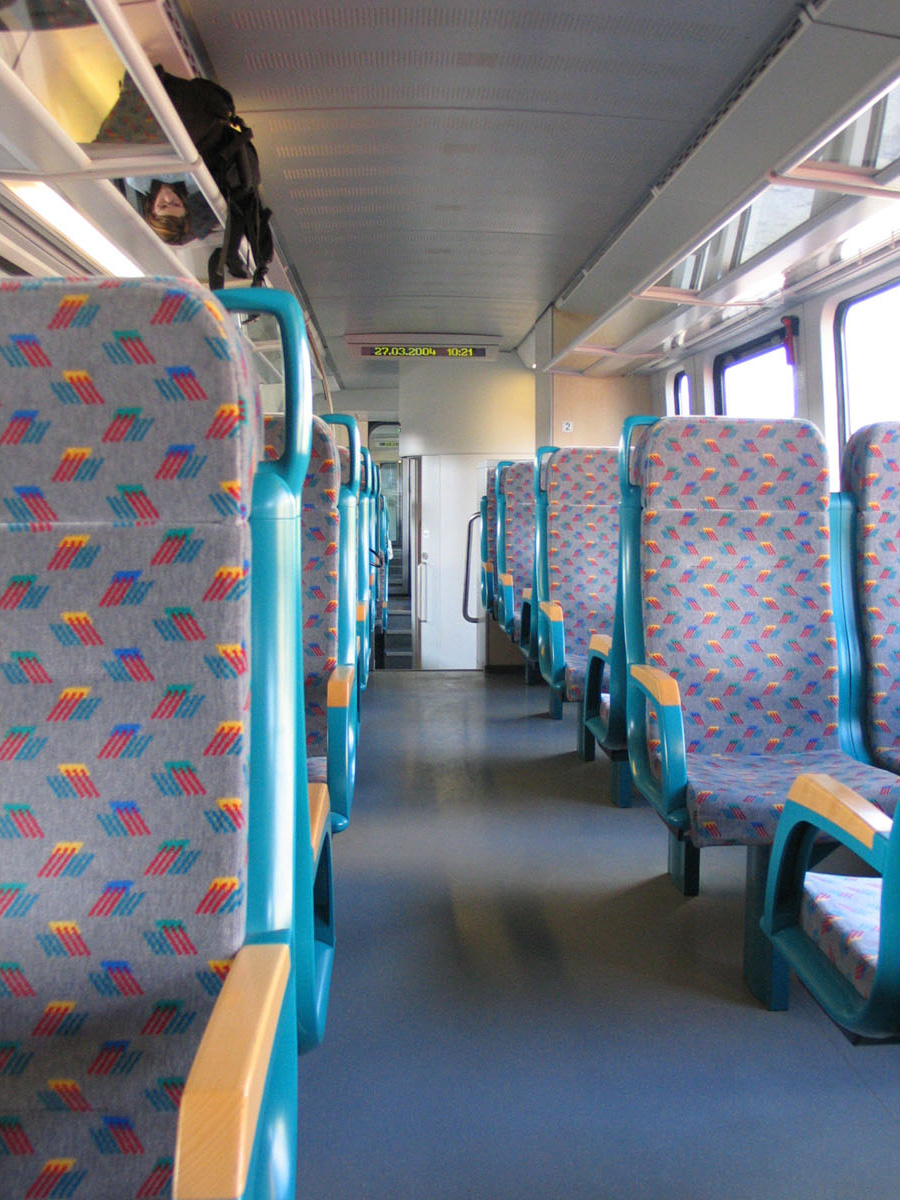
Interior del Siemens Desiro equipado con portaequipajes transparentes

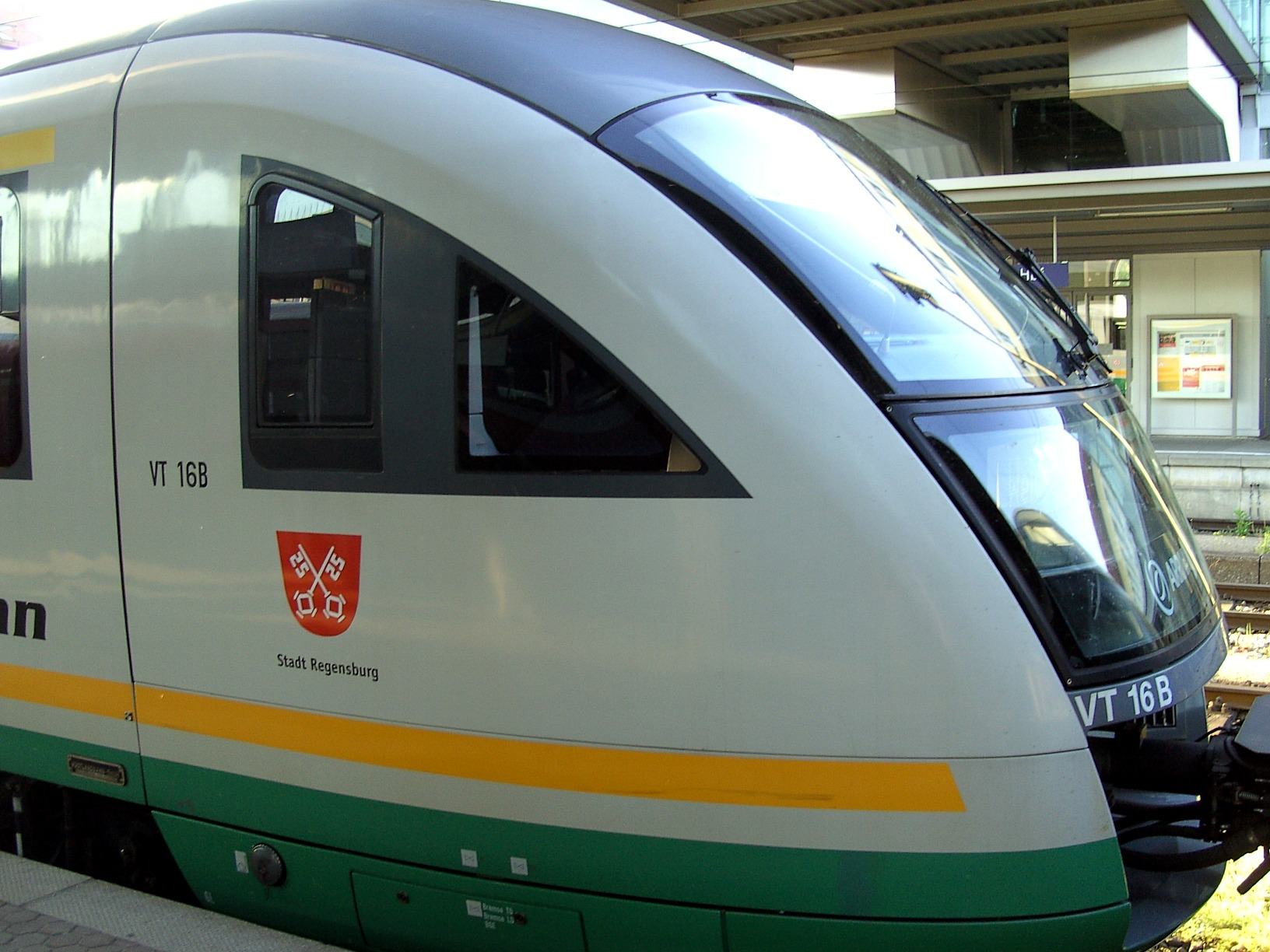
Trompa aerodinámica

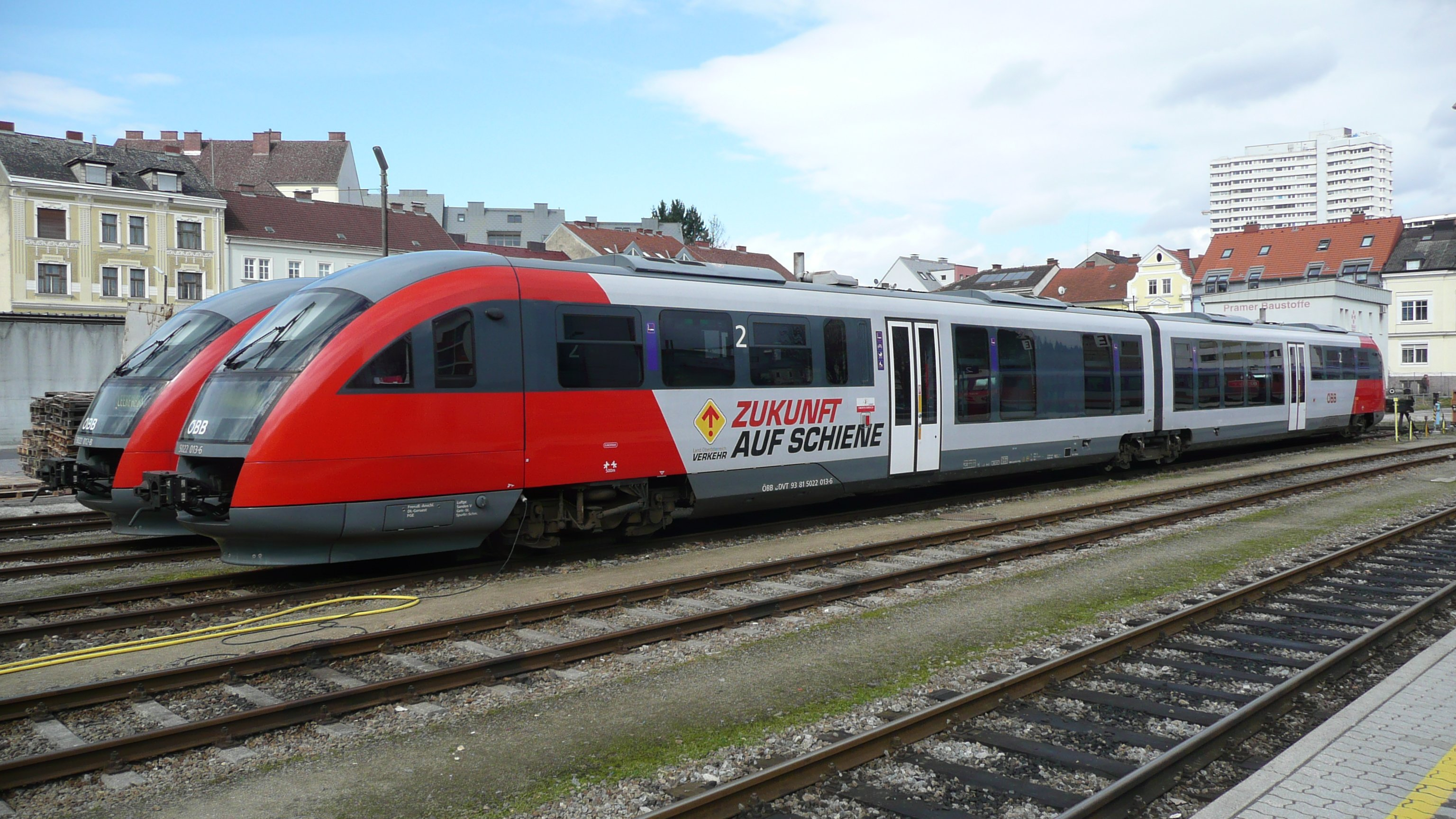
Automotor Desiro de 2 unidades articuladas

El Siemens Desiro es una familia de automotores ligeros de transporte regional fabricados por Siemens Mobility en Alemania. Pueden ser desplegados en las redes de ferrocarril ligero, ferrocarriles regionales, o como servicios de alimentación. Las primeras entregas fueron hechas en el año 2000 siendo el Siemens Desiro, hoy en día, Siemens Desiro Classic, el líder de la familia Desiro.
La gama Siemens Desiro se compone de los siguientes modelos:
- Desiro
- Desiro UK
- Desiro ML
- Desiro Double Deck
- Desiro City

## Desiro
El Desiro, u hoy en día Desiro Classic, (Desiro Clásico) es una variante con motor diésel-mecánico con bajas emisiones contaminantes, cual cumple con los límites estipulados por los estándares de emisiones de la normativa europea sobre emisiones (EU Stage 3 A), para las líneas sin electrificar que cubren las rutas de transporte regional a velocidades de hasta 120 km/h. Más de 550 vehículos fueron entregados hasta la fecha. Los coches incorporan puertas anchas de 1,240 mm y un 60% de la superficie es de piso bajo para el trasbordo sin escalón. Compartimentos multiuso de amplio tamaño ofrecen mucho espacio para los pasajeros y sus pertenencias, asientos convenientemente espaciados hace que sea fácil de pasar por el tren por sus amplios espacios interiores con vistas a lo largo de todo el tren y grandes ventanas panorámicas con vidrios polarizados lo han galardonado con el Premio de Diseño de Stuttgart Design Award de Interiores en 2001.
Algunos datos técnicos sobresalientes son, dos bogies motores, un bogie con bogies Jacobs sin motor. Frenos electromagnéticos de vía en los bogies motorizados. Deslizamiento de las posiciones de las ruedas controlado por microprocesador, construcción de la carrocería en aluminio integral, espacio para 128 asientos y 90 pasajeros de pie, y para mayor flexibilidad operativa hasta tres unidades Desiro Classic pueden funcionar como unidades múltiples.
En Estados Unidos, el Sprinter en el norte de San Diego California, sirve entre Oceanside y Escondido a lo largo de 35 km (22 millas) de un corredor de línea de ferrocarril. El sistema cuenta con unidades diésel Desiro VT642. Doce pares gemelos fueron entregados en agosto de 2006 al operador North County Transit District (NCTD). Servicio comenzó el 9 de marzo de 2008, sirviendo quince estaciones.
| Datos Técnicos *         | Datos Técnicos *                                                                      | Datos Técnicos *                                                                      | Datos Técnicos *                                                                      | Datos Técnicos *                                                                      | Datos Técnicos *                                                                      | Datos Técnicos *                                                                      | Datos Técnicos *                                                                      | Datos Técnicos *                                                                      | Datos Técnicos *                                                                      | Datos Técnicos *                                                                      |
| ------------------------ | ------------------------------------------------------------------------------------- | ------------------------------------------------------------------------------------- | ------------------------------------------------------------------------------------- | ------------------------------------------------------------------------------------- | ------------------------------------------------------------------------------------- | ------------------------------------------------------------------------------------- | ------------------------------------------------------------------------------------- | ------------------------------------------------------------------------------------- | ------------------------------------------------------------------------------------- | ------------------------------------------------------------------------------------- |
| Modelo:                  | Desiro Classic                                                                        | Desiro Classic                                                                        | Desiro Classic                                                                        | Desiro Classic                                                                        | Desiro Classic                                                                        |                                                                                       |                                                                                       |                                                                                       |                                                                                       |                                                                                       |
| Configuración:           | 2-coches                                                                              |                                                                                       |                                                                                       |                                                                                       |                                                                                       |                                                                                       |                                                                                       |                                                                                       |                                                                                       |                                                                                       |
| Clase:                   | VT 642.5                                                                              |                                                                                       |                                                                                       |                                                                                       |                                                                                       |                                                                                       |                                                                                       |                                                                                       |                                                                                       |                                                                                       |
| Tipos motrices:          | diésel-mecánica                                                                       |                                                                                       |                                                                                       |                                                                                       |                                                                                       |                                                                                       |                                                                                       |                                                                                       |                                                                                       |                                                                                       |
| Peso en vacío:           | 68 t – 70 t                                                                           |                                                                                       |                                                                                       |                                                                                       |                                                                                       |                                                                                       |                                                                                       |                                                                                       |                                                                                       |                                                                                       |
| Longitud:                | 41.200 mm                                                                             |                                                                                       |                                                                                       |                                                                                       |                                                                                       |                                                                                       |                                                                                       |                                                                                       |                                                                                       |                                                                                       |
| Anchura:                 | 2,830 mm                                                                              | 2,830 mm                                                                              | 2,830 mm                                                                              | 2,830 mm                                                                              | 2,830 mm                                                                              |                                                                                       |                                                                                       |                                                                                       |                                                                                       |                                                                                       |
| Altura piso:             | 1080 mm y 1250 mm                                                                     | 1080 mm y 1250 mm                                                                     | 1080 mm y 1250 mm                                                                     | 1080 mm y 1250 mm                                                                     | 1080 mm y 1250 mm                                                                     |                                                                                       |                                                                                       |                                                                                       |                                                                                       |                                                                                       |
| Altura entrada:          | 575 mm                                                                                | 575 mm                                                                                | 575 mm                                                                                | 575 mm                                                                                | 575 mm                                                                                |                                                                                       |                                                                                       |                                                                                       |                                                                                       |                                                                                       |
| Capacidad de asientos ** | 128                                                                                   |                                                                                       |                                                                                       |                                                                                       |                                                                                       |                                                                                       |                                                                                       |                                                                                       |                                                                                       |                                                                                       |
| Velocidad máxima:        | 120 km/h                                                                              | 120 km/h                                                                              | 120 km/h                                                                              | 120 km/h                                                                              | 120 km/h                                                                              |                                                                                       |                                                                                       |                                                                                       |                                                                                       |                                                                                       |
| Potencia del motor:      | 2 x 335 kW o 2 x 360 kW (opcional)                                                    |                                                                                       |                                                                                       |                                                                                       |                                                                                       |                                                                                       |                                                                                       |                                                                                       |                                                                                       |                                                                                       |
| Aceleración:             | 1.1 m/s²                                                                              |                                                                                       |                                                                                       |                                                                                       |                                                                                       |                                                                                       |                                                                                       |                                                                                       |                                                                                       |                                                                                       |
| Frenado:                 | Freno de servicio: 0.9 m/s² Freno de emergencia: 1.15 m/s²                            |                                                                                       |                                                                                       |                                                                                       |                                                                                       |                                                                                       |                                                                                       |                                                                                       |                                                                                       |                                                                                       |
| Notas:                   | *Información basada en datos del fabricante. **Hasta 218 pasajeros sentados y parados | *Información basada en datos del fabricante. **Hasta 218 pasajeros sentados y parados | *Información basada en datos del fabricante. **Hasta 218 pasajeros sentados y parados | *Información basada en datos del fabricante. **Hasta 218 pasajeros sentados y parados | *Información basada en datos del fabricante. **Hasta 218 pasajeros sentados y parados | *Información basada en datos del fabricante. **Hasta 218 pasajeros sentados y parados | *Información basada en datos del fabricante. **Hasta 218 pasajeros sentados y parados | *Información basada en datos del fabricante. **Hasta 218 pasajeros sentados y parados | *Información basada en datos del fabricante. **Hasta 218 pasajeros sentados y parados | *Información basada en datos del fabricante. **Hasta 218 pasajeros sentados y parados |